# Pollap
Pollap (ou Pulap) est un atoll des îles Carolines (Mer des Philippines, dans le Sud-Ouest de l'océan Pacifique nord, au nord et au nord-est de la Nouvelle-Guinée), dans la région de Pattiw, à environ 230 km à l'ouest de Chuuk.

## Géographie
D'une superficie totale (y compris la lagune) de 31 321 km², dont 0,992 km² de terres émergentes, et 1 212 habitants (2008), il se compose de trois îles :
- Pollap au nord,
- Tamatam au sud et
- Fanadik à la frange ouest du récif.

L'atoll est situé dans le groupe de Pattiw des Îles Carolines. 
Sur le plan politique, l'atoll appartient à l’État de Chuuk, États fédérés de Micronésie et se compose des deux municipalités :
- Pollap dans le nord et
- Tamatam dans le sud.

La population totale lors du recensement de l'an 2000 la population s'élève à 1270 personnes, dont 905 dans la municipalité de Pollap et 365 dans la municipalité de Tamatam.

## Histoire
La première observation de l'atoll de Pollap a été effectuée par le navigateur espagnol Alonso de Arellano le 17 janvier 1565, alors qu'il navigue sur la patache « San Lucas » . 
Sur une carte marine espagnole de 1879 l'atoll est dénommé « Los Martires » (Les Martyrs en espagnol).